# Kuril-tó
A Kuril-tó (oroszul: Курильское озеро) vulkáni eredetű édesvízi tó Oroszország távol-keleti részén, Kamcsatkán. Közigazgatásilag a Kamcsatkai határterület Uszty-bolserecki járásához tartozik, a Kronockij természetvédelmi terület része.

## Földrajz
Kamcsatka délkeleti részén, 104 m tengerszint feletti magasságban helyezkedik el. A félsziget legmélyebb és a második legnagyobb édesvízi tava (a Kronocki-tó után). Területe 77,1 km², közepes mélysége 195 m (egyes források ennél kisebb értéket adnak meg), legmélyebb pontja 316 m.
A tómedence 12,5 km hosszú és 8 km széles, mely egy 8300–8400 évvel ezelőtti vulkáni kitörés nyomán alakult ki. A tóban 2–300 m magas vulkáni eredetű szigetek találhatók. A sziklás, többnyire meredek partokat nehezen járható erdős-bozótos növényzet fedi. 
A tó északkeleti részén emelkedik a működő Iljinszkij rétegvulkán (1578 m), lávafolyásai közvetlenül a tóba ereszkednek és öblöket alkotnak. A vulkán lábánál 35–40 fokos hőforrások törnek fel. A nyugati partot 1080 m magas vulkáni kúp keretezi. 
A tó vizét az Ohotszki-tengerbe ömlő Ozjornaja folyó (48 km) vezeti le, partjai mentén vastag rétegekben habkőképződmények találhatók.

## Állatvilág
A Kuril-tóban Ázsia (egyik?) legnagyobb vörös lazac populációja alakult ki. Az ívási időszak júliustól márciusig tart, és a milliós nagyságrendű példányszám hosszan tartó és bőséges táplálékforrást biztosít az állatvilág számára. Nyár végére több száz barna medve keresi fel a tó mellékét, a szigeteken kamcsatkai sirályok (Larus schistisagus) népes kolóniája él. Télen nagy ragadozó madarak (óriásrétisas, rétisas, szirti sas) százai gyűlnek össze, a nyílt vizen énekes hattyúk, récefélék százai telelnek. Mindezek, még az apró erdei madáarak is mint a kormosfejű cinege, a csuszka, kis fakopáncs többé vagy kevésbé lazaccal vagy ikrákkal táplálkoznak.

## Helikopterbaleset 2021-ben
A tó kedvelt turisztikai célpont is, a nyári turisztikai szezonban naponta  6-7 helikopter érkezik turistákkal a partokhoz. 2021. augusztus 12-én egy turistákat szállító helikopter balesetet szenvedett és a tóba zuhant. A balesetet a 13 turista és 3 fő személyzet közül nyolcan élték túl. A helikopter a parttól 800 m-re, 115 m mélyen fekszik, megközelítéséhez különleges mélyvízi felszerelést szállítottak a helyszínre. Az utolsó, nyolcadik holttestet augusztus 18-án találták meg és hozták felszínre a búvárok. Szeptember 6-án a helikopter roncsát sikeresen felszínre hozták és kiemelték a partra.